# Willesden
Willesden és un barri del municipi londinenc de Brent. És una zona del nord-oest de Londres, situada a 5 milles (8 km) al nord-oest de Charing Cross. Històricament és una parròquia del comtat de Middlesex que es va incorporar com a municipi de Willesden el 1933, i des de 1965 forma part del districte londinenc de Brent al Gran Londres Dollis Hill també es coneix de vegades com a part de Willesden.Es troba a uns 8 km (5 mi) al nord-oest de Charing Cross, Londres, Regne Unit. Segons el cens del 2011 comptava amb una població de 52902 habitants.
Amb la seva proximitat als barris rics Brondesbury Park, Queen's Park i Kensal Rise, la zona que envolta l'estació de Willesden Green ha experimentat una gentrificació augmentada en els últims anys, amb un ràpid augment dels preus de les propietats. El Daily Telegraph va qualificar Willesden Green d'una de les zones de "nova classe mitjana" de Londres. La zona té una població de 44.295 a partir del 2011, incloent els barris de Willesden Green, Dollis Hill i Dudden Hill. Willesden Green té una de les poblacions irlandeses més altes de la ciutat i també està fortament associada amb els afrocaribenys i els llatinoamericans.
Willesden es troba principalment al districte de codi postal NW10, però part d'ell es troba al districte de codi postal NW2.

## Etimologia

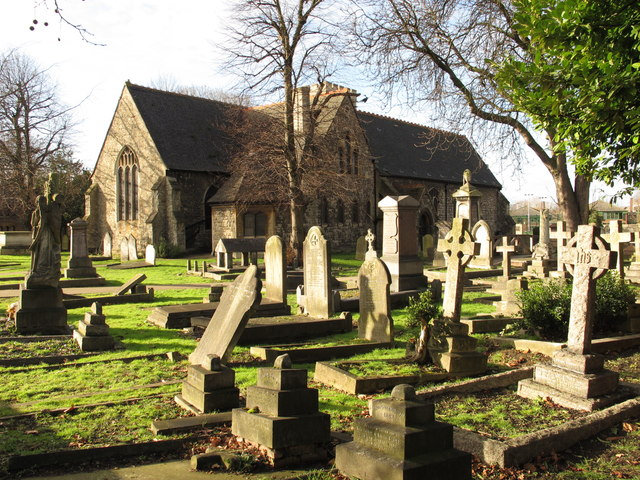
Església de Santa Maria a Neasden Lane, Willesden

El nom deriva de l'anglosaxó Willesdune, que significa el Turó de la Font, i una Manor (propietat de terres) que porta aquest nom es va registrar l'any 939 dC. El Domesday Book de 1086 registra la mansió com a Wellesdone. Tanmateix, als mapes de la ciutat del segle xix, com els de la 'Ordnance Survey First Series', la ciutat es mostra com Wilsdon. El lema del Consell Municipal de Willesden era Laborare est orare ("treballar és pregar"). L'ortografia actual va ser adoptada pel ferrocarril de Londres i Birmingham el 1844, quan van obrir una estació local.

## Història

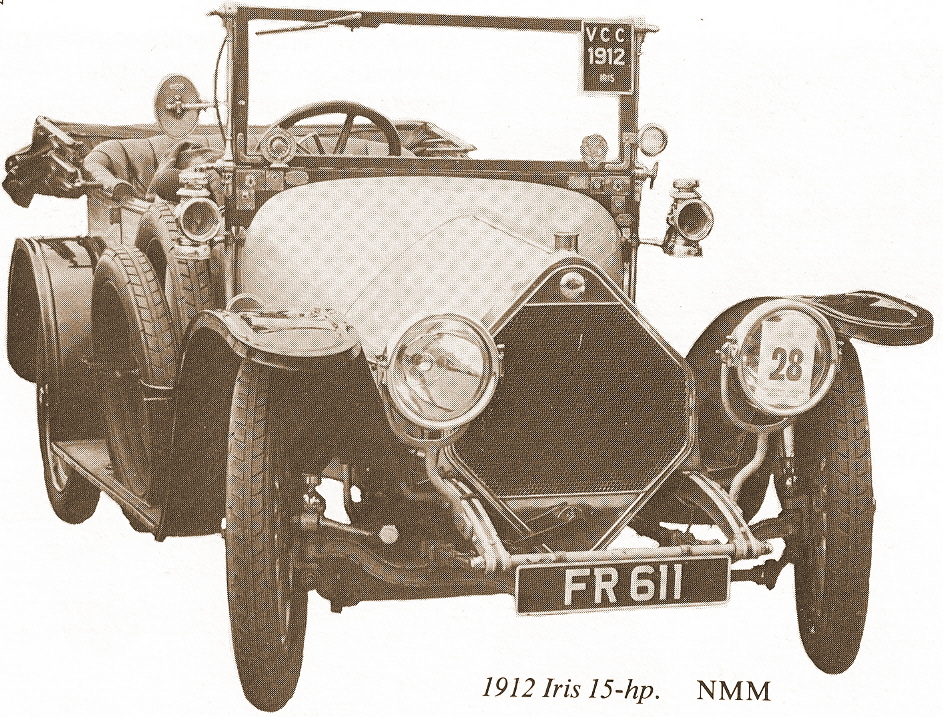
Iris 15 HP (1912)

Willesden es va convertir en una parròquia civil a l'època medieval. Des dels segles XIV al XVI, la població va ser lloc de pelegrinatge per la presència de dues antigues estàtues de la Mare de Déu a l'església de Santa Maria. Es creu que una d'aquestes estàtues va ser una Mare de Déu Negra, venerada com a Nostra Senyora de Willesden, que va ser insultada pels Lollards, portada a casa de Thomas Cromwell i cremada el 1538 en una gran foguera d'"imatges notables", incloses les de Nostra Senyora. de Walsingham, Nostra Senyora de Worcester i Nostra Senyora d'Ipswich. També hi havia un "pou sagrat" que es pensava que posseïa qualitats miraculoses, especialment per a la ceguesa i altres trastorns oculars. Gran part del districte va subministrar pomes, peres i verdures a la ciutat de Londres durant molts anys des dels primers anys de la revolució industrial.

### Història industrial
L'Iris va ser una marca de cotxes britànica que va ser fabricada a partir de 1906 per Legros & Knowles Ltd a Willesden. Lucien Alphonse Legros (1866–1933), fill de l'artista Alphonse Legros, i Guy Knowles, descendent d'una família adinerada i artística, van fundar Legros & Knowles Ltd a Cumberland Park, Willesden Junction, el 1904 per construir i reparar vehicles.

## Personatges
- Dr. Alan Corré,[13] Professor d'estudis hebreus, professor emèrit a la Universitat de Wisconsin, Milwaukee, amb un treball important sobre la Lingua Franca.[14]